# 요시다 요시시게
요시다 요시시게(일본어: 吉田 喜重, 1933년 2월 16일 ~ 2022년 12월 8일)는 일본의 영화 감독, 영화 각본가이다. 요시다 기주로도 잘 알려져있다.

## 경력
도쿄대학교에서 프랑스 문학을 공부했다. 1955년 쇼치쿠 스튜디오에 들어가 기노시타 게이스케의 조감독으로 활동하기도 했다. 1960년 영화 《쓸모없는 녀석》으로 감독 데뷔했다. 오시마 나기사, 시노다 마사히로와 함께 "쇼치쿠 누벨바그"의 주요 인물로 여겨진다. 스튜디오에서 시스템적 제약을 느낀 나머지, 영화 《일본 탈출》 재편집 이후에 쇼치쿠를 나와 자신의 제작사를 세웠다.
1960년~2004년 뮤즈이자 아내인 배우 오카다 마리코와 스무 편 이상의 작품을 함께 했다. 1973년 영화 《계엄령》 이후 긴 공백기를 가진 다음 1986년, 영화 《인간의 약속》을 통해 칸 영화제 주목할 만한 시선에 진출했다. 2년 후 영화 《폭풍의 언덕》을 통해 칸 영화제 황금종려상 경졍 부문에 진출했다. 이후 또 14년의 공백기를 가진 뒤 2002년, 영화 《거울의 여자들》을 공개했다.

## 작품 목록
- 쓸모없는 녀석 (1960)
- 달콤한 밤 (1961)
- 아키츠 온천 (1962)
- 폭풍을 부르는 18인 (1963)
- 일본 탈출 (1964)
- 물로 쓴 이야기 (1965)
- 정염 (1967)
- 불꽃과 여자 (1967)
- 에로스 + 학살 (1969)
- 연옥 에로이카 (1970)
- 계엄령 (1973)
- 인간의 약속 (1986)
- 폭풍의 언덕 (1988)
- 뤼미에르와 친구들 (1995)
- 거울의 여자들 (2002)